# Монгуш, Василий Бора-Хооевич
Василий Бора-Хооевич Монгуш  (17 декабря 1935 — 10 августа 2016) — писатель-сатирик, переводчик. Народный писатель Республики Тыва (2014). Работал литсотрудником газеты «Тувинская правда», ответственным секретарем, редактором газеты «Тыванын аныяктары», спецкорреспондентом Всесоюзного радио в Туве, в 1971—1986 гг. — директором Тувинского книжного издательства, с 1987 г. — заместителем директора Государственной телерадиокомпании Республики Тыва.

## Биография
Родился 17 декабря 1935 года в местечке Кажаалыг-Аксы сумона Хондергей Дзун-Хемчикского хошуна Тувинской Народной Республики. Четырёхклассную начальную школу В. Б-Х. Монгуш окончил в своем родном сумоне, аттестат зрелости получил в школе № 1 г.Чадана, после школы некоторое время работал в хондергейском колхозе «Красный пахарь».
Родился в семье Монгуша Бора-Хоо Келдегеевича и Сат Сендинмаа Шиижековны. У них было девять детей. Их старшая дочь Тоолай умерла молодой. Осталось восемь детей — четыре мальчика и четыре девочки. Двум сыновьям — Кенин-Лопсану и Василию — родители дали университетское образование. Первый окончил восточный факультет ЛГУ; второй — журфак МГУ им. М. Ломоносова.
Интерес к журналистике у юного Василия проявился довольно рано: его первая заметка была опубликована в детской газете «Сылдысчыгаш» в 1947 году. В 1950-х годах он активно публиковался на страницах районной газеты «Ленинчи орук» (ныне «Чаа орук»). В 1959 г. В. Б-Х. Монгуш поступил на факультет журналистики Московского государственного университета им. М. Ломоносова, который окончил в 1964 г. Тувинский обком КПСС направил молодого специалиста в редакцию газеты «Тувинская правда», где он проработал специальным корреспондентом, освещая вопросы экономики республики, культуры, искусства и спорта. В 1966—1970 гг. работал в редакции молодежной газеты «Тыванын аныяктары» сначала в должности заведующего отделом, затем ответственного секретаря и главного редактора.
В 1970 г. В.Б-Х. Монгуш получил новое назначение — он стал собственным корреспондентом Гостелерадио СССР по Тувинской АССР. Актуальные новости из Тувы, интересные материалы о жизни молодой республики, о людях края заняли свое достойное место в программах всесоюзного радиовещания.
В 1971 г. Василия Бора-Хооевича назначили директором Тувинского книжного издательства при Совете Министров Тувинской АССР. На этой должности он проработал до 1986 г. Годы его директорства отмечены бурным развитием книгоиздательского дела в республике: объем книжной продукции вырос до 10-12 миллионов листов-оттисков в год.
В 1986—2005 гг. В.Б-Х. Монгуш работал директором студии радиовещания Гостелерадиокомитета Тувинской АССР (позднее радиостудии ГТРК «Тыва»).

## Творчество
Литературную деятельность начал с 1947 года. Писал в жанре сатиры и юмора. Первое стихотворение было опубликовано на страницах газеты «Сылдысчыгаш»(1947). Первая книга «Смех сквозь слезы» вышла в 1975 году. Его материалы печатались на страницах газет «Тувинская правда», «Шын», «Тыванын аныяктары», «Молодежь Тувы», «Социалистик Казахстан», «Комсомольская правда», «Литературная газета» и другие. Его статьи печатали в Алма-Ате, Берлине, Москве, Казани, Якутске и других городах Советского Союза. Юмористические рассказы В. Монгуша философичны, лаконичны и сдержаны по тону, исполнены разящей иронии. Они выражают народный взгляд на этические и социальные проблемы. Его рассказы вошли в книгу сатирических произведений писателей автономных республик и областей «Поднять на смех» (1984). Перевёл произведения: «Гость» (1962), Р. Тагора, «Серый лютый» (1964), «Племя младое» (1969) М. Ауэзова, «Прощай, Гюльсары» (1968) Ч. Айтматова, «Старик Хоттабыч» (1973) Л.Лагина, «Свидание» (сборник рассказов, 1974) М. Горького, «Коре-Сарыг на буланом коне» (хакасская народная сказка, 1977), «Братство» (1983) П. Бровки, рассказов Ю. Яковлева, стихотворений А. Пушкина, А. Блока, С. Есенина, А. Прокопьева, А. Шынбатырова и др. Его рассказы были переведены на русский писателем Л. Лайнером, на казахский А. Шынбатыровым, также на туркменский, немецкий языки. Был членом Союза журналистов СССР (1966), Союза писателей СССР с 1983 года.
Умер 10 августа 2016 года.

## Награды и звания
- Медаль «В ознаменование 100-летия со дня рождения Владимира Ильича Ленина» (1970)
- медаль «За трудовое отличие» (1981)
- медаль «Ветеран труда» (1990)
- Медаль «За доблестный труд» Республики Тыва (2005)[4]
- Почётная грамота Президиума Верховного Совета Тувинской АССР (1985)
- Почётная грамота Государственного Комитета РСФСР по делам издательств, полиграфии и книжной торговли РСФСР
- Народный писатель Республики Тыва (2014)[5]
- Заслуженный работник Республики Тыва
- Отличник печати

## Основные публикации
- Каткы бажы каткан эвес (И смех, и грех. Юмористические рассказы на тувинском языке). — Тувинское книжное издательство. Кызыл, 1975. — 139 с.
- Каттырымзаан чаны чараш. Шоодуглуг болгаш баштак чугаалар (Улыбочка красавицы. Сатирические и юмористические миниатюры на тувинском языке). — Тувинское книжное издательство. Кызыл, 1980. — 116 с.
- Бодун мактаар болбас тенек. Шоодуглуг болгаш баштак чугаалар (Глупец себя самого хвалит. Сатирические и юмористические миниатюры).- Тувинское книжное издательство. Кызыл,1982. — 272 с.
- Каттырбайн чуну чаннаар? Холушкак шулуктер (Веселый смех. Стихи). — Тувинское книжное издательство. Кызыл, 1984. — 204 с.
- Кадай кыстын чаны чараш. Шоодуглуг баштак чугаалар. Лирика. Ийиги ундургени (Дева с характером. Юмористические рассказы и стихи на тувинском языке. Второе издание). — Тувинское книжное издательство. Кызыл, 1986. — 272 с.
- Кадай кыска хаан-на мен. Шоодуглуг болгаш баштак чечен чугаалар (Я царь для незамужних дам. Сборник юмористических рассказов). — Тувинское книжное издательство. Кызыл, 1999. — 226 с.
- Хамык ужур кадайларда. Шоодуглуг чечен чугаалар болгаш шулуктер (Все дело в бабах. Сборник юмористических рассказов и стихов). — Тувинское книжное издательство. Кызыл, 2003. — 279 с.
- Хамык ужур ашактарда. Чечен чугаалар болгаш шулуктер (Все дело в мужчинах. Рассказы и стихи). — Республиканская типография. Кызыл, 2003. — 166 с.
- Ыракка ыянчыг, чоокка чованчыг. Шоодуглуг болгаш баштак чечен чугаалар, шулуктер, очулгалар (Дальним слышно — ближним стыдно. Сборник юмористических рассказов и переводов). — Тувинское книжное издательство им. Ю. Ш. Кюнзегеша. Кызыл, 2006. — 192 с.
- Мээн кадайым — мээн кулум. Чечен чугаалар болгаш шулуктер (Моя жена — моя рабыня). «Тываполиграф». Кызыл, 2009. — 230 с.
- Адыыргак ашак, адааргак кадай. Чечен чугаалар, шулуктер (Чванливый мужик, завистливая баба). — ОАО «Тываполиграф». Кызыл, 2010. — 212 с.
- Чалчык кадай. Чечен чугаалар, шулуктер (Скандальная баба. Рассказы и стихи). — ОАО «Тываполиграф». Кызыл, 2011. — 218 с.
- Мээн ашаам мелегей. Чечен чугаалар, шулуктер (Мой муж глупый. Рассказы и стихи). — ОАО «Тываполиграф». Кызыл, 2012. — 226 с.
- Кандыг чурттап чор сен? Чечен чугаалар. Шулуктер (Как поживаешь? Рассказы, стихи). — ОАО «Тываполиграф». Кызыл, 2013. — 235 с.
- Авыяастап билир сен бе? Чечен чугаалар, шулуктер (Ты умеешь подлизываться? Рассказы, стихи) — Тувинское книжное издательство им. Ю. Ш. Кюнзегеша. Кызыл, 2014. — 314 с.
- «Газельдиг» эр кадай мунзавас. Акшалыг кадай ашак мунзавас. Шоодуглуг болгаш баштак чечен чугаалар, шулуктер (Газелист не останется без подруги. Для женщины при деньгах муж всегда найдется. Юмористические рассказы и стихи) — Тувинское книжное издательство им. Ю. Ш. Кюнзегеша. Кызыл, 2017. — 256 с.

Публикации на иностранных языках
- Wassili Mongusch: Wir konnen ja Freunde bleiben (На немецком языке) // Eine Wanne voll Kaviar. Humor und Satire aus der Sowjetunion. Eulenspiegel Verlag/ Berlin, 1983 — P. 187—189.
- Wassili Mongusch: Das Kreuzwortratsel (На немецком языке) // Eine Wanne voll Kaviar. Humor und Satire aus der Sowjetunion. Eulenspiegel Verlag. — Berlin, 1983 — P. 189—190.
- Vasiliy Mongus. Bekci. Ceviren: Ekrem Arikoglu (На турецком языке) // Kardes Kalemler. — Ekim, 2010.

## Семья
Супруга В.Б-Х. Монгуша, Галина Шырвановна, профессиональный педагог и журналист, член Союза журналистов Тувы, СССР и РФ; дочь Марина Васильевна — доктор исторических наук, Заслуженный деятель науки Республики Тыва; сын Мерген Васильевич — выпускник экономического факультета ЛГУ; внук Андрей Мергенович — выпускник Московского государственного университета им. М. Ломоносова.